# Betina Petit-Frère
Betina Petit-Frère (* 1. August 2003 in Port-au-Prince) ist eine haitianische Fußballspielerin.

## Karriere

### Klub
Nach ihrem Wirken in der Academie Camp Nou in ihrer Heimat, wechselte sie Anfang 2022 nach Frankreich, wo sie seitdem bei Stade Brest aktiv ist.

### Nationalmannschaft
Nachdem sie schon in der haitianischen U17 gespielt hatte, nahm sie später mit der U20 unter anderem an der CONCACAF Meisterschaft 2018 und 2022 sowie dem Sud Ladies Cup 2019 teil.
Im Jahr 2022 hatte sie ihr Debüt in der A-Nationalmannschaft. Dort wurde sie in der Qualifikation für die CONCACAF W Championship 2022 eingesetzt. Nach einem weiteren Freundschaftsspieleinsatz war sie bei der Endrunde dabei. Durch die Platzierung in dem Turnier war sie mit ihrer Mannschaft bei dem Playoff-Turnier um die Qualifikation zur Weltmeisterschaft 2023 dabei. Sie war in dem Spiel gegen den Senegal und im Finale gegen Chile aktiv und erreichte am Ende die erstmalige Qualifikation für eine WM mit ihrer Mannschaft.
Sie wurde auch für den finalen Kader bei der Weltmeisterschaft 2023 nominiert. Dort erhielt sie dann bei dem ersten Spiel gegen England dann auch ihr WM-Debüt.